# Elvira Petrozzi
Elvira Petrozzi, rođena Rita Agnese Petrozzi, poznata kao Majka Elvira (tal. madre Elvira; Sora, 21. siječnja 1937. - Saluces, 3. kolovoza 2023.), talijanska katolička časna sestra iz reda Sestara milosrdnica, koje je utemeljila sv. Jeanne-Antide Thouret. Bila je poznata kao časna sestra koja je pomagala ovisnicima, osnivačica je Zajednice Cenacolo (tal. Comunita Cenacolo), posvećene pružanju pomoći ovisnicima o drogama.
Rodila se u Italiji, 21. siječnja 1937. godine u izrazito siromašnoj obitelji. Njezin je otac mnogo pio. Iselila se u Aleksandriju u Egipat kao malo dijete tijekom Drugoga svjetskog rata. Godine 1956., kada je imala 19 godina, odlučila je postati časna sestra u kongregaciji sestara milosrdnica, koje je utemeljila sv. Jeanne-Antide Thouret. Usporedno s redovničkim životom radila je kao pomoćnica u jaslicama.
Dana, 16. srpnja 1983. osnovala je prvu Zajednicu Cenacolo u staroj kući iz 18. stoljeća, smještenoj na brdu iznad Salucesa, u Piemontu u Italiji. Htjela je utemeljiti zajednicu za marginalizirane mlade ljude, ali prvi koji su je zamoliti za pomoć bili su mladi ovisnici o drogama pa se posvetila pomaganju njima. Dana, 16. srpnja 2009. Zajednicu Cenacolo je Papinsko vijeće za laike priznalo kao međunarodnu privatnu udrugu vjernika laika. Kroz svoj je rad Zajednica pomogla izliječenju desetaka tisuća ljudi.
Preminula je 3. kolovoza 2023. godine. Prije smrti je poručila: "«Kad će vam reći: "Elvira je umrla!", vi morate pjevati, plesati, slaviti... jer ja sam živa! Jao vama ako kažete: “Jadna ona…”. Ne, nema "jadna"! Idem sasvim mirna i sretna, pjevajući, već pjevam! Preda mnom će se rastvoriti nešto ogromno…život ne umire!».
Sprovodnu misu 10. kolovoza predslavio je saluzzijski biskup Cristiano Bodo u koncelebraciji s preko stotinu svećenika, među kojima i više biskupa i kardinala. Papa Franjo tom je prigodom poslao pismo u kojemu je iznio njezino svjedočanstvo vjere.